# Třída Chamois
Třída Chamois byla třída minolovných avíz francouzského námořnictva z období druhé světové války. Celkem byla plánována stavba 24 jednotek této třídy. Dokončeno jich bylo jedenáct. Pět ještě pro francouzské námořnictvo, tři v průběhu války pro německou Kriegsmarine a konečně tři po skončení války opět pro francouzské námořnictvo. Za války dále tři sloužily v silách Svobodné Francie. Po jednom plavidle v letech 1959 a 1961 získali Tunis a Maroko.

## Stavba
Třída konstrukčně navazovala na předcházející třídu Élan. Celkem byla plánována stavba 24 jednotek této třídy. Do stavby se zapojily loděnice Ateliers et Chantiers de La Loire v Nantes, Forges et Chantiers de la Méditerranée v La Seyne, Ateliers et Chantiers de Provence v Port-de-Bouc, Arsenal de Lorient v Lorientu a Forges et Chantiers de la Gironde v Bordeaux. Stavba patnácti jednotek byla zrušena. Několik bylo dokončeno ještě pro francouzské námořnictvo a část jich získalo Německo jako rychlé eskortní lodě. Čtyři jednotky byly dokončeny po válce.
Jednotky třídy Chamois:
| Jméno                                                       | Loděnice                               | Založení kýlu | Spuštěna          | Vstup do služby | Status |
| ----------------------------------------------------------- | -------------------------------------- | ------------- | ----------------- | --------------- | --- |
| Commandant de Pimodan (A 06, F 739, ex Alfred de Courcy)    | Ateliers et Chantiers de La Loire      | 1939          | 1941              | 1949            | Do šrotu 1966. |
| Amiral Duperré                                              | Ateliers et Chantiers de La Loire      | 1939          | –                 | –               | Stavba zrušena 1940. |
| Amiral Gourdon                                              | Forges et Chantiers de la Méditerranée | 1939          | –                 | –               | Stavba zrušena 1940. |
| Amiral Sénès                                                | Ateliers et Chantiers de Provence      | 1939          | 1942              | březen 1944     | Ukořistěno Němci a přejmenováno na SG21 Bernd von Arnim (Conway uvádí SG16). Dne 15. srpna 1944 poblíž Saint-Tropez potopeno americkým torpédoborcem USS Somers (DD-381).            |
| Annamite (ex Chamois)                                       | Arsenal de Lorient                     | 1938          | 17. června 1939   | únor 1940       | V letech 1940–1942 podřízeno vládě ve Vichy. Od listopadu 1942 v silách Svobodné Francie. Od roku 1961 marocký El Lahiq. Vrácen 1967. První velká válečná loď marockého námořnictva. |
| Chamois                                                     | Arsenal de Lorient                     | 1936          | 29. dubna 1938    | 1939            | Dne 27. listopadu 1942 potopeno vlastní posádkou v Toulonu. Vyzvednuto Němci a zařazeno jako SG21. Dne 15. srpna 1944 potopeno poblíž Toulonu.                                       |
| Chevreuil                                                   | Arsenal de Lorient                     | 1937          | 17. června 1939   | 1939            | Dne 3. července 1940 ukořistěno Brity a předáno silám Svobodné Francie. Od 13. října 1959 tuniský Destour. Od roku 1972 hulk.                                                        |
| Enseigne Ballande                                           | Ateliers et Chantiers de Provence      | 1939          | 25. května 1942   | –               | Němci přejmenováno na SG22 (SG17). Nedokončené potopeno vlastní posádkou 20. srpna 1944.                                                                                             |
| Enseigne Bisson                                             | Ateliers et Chantiers de La Loire      | 1939          | –                 | –               | Stavba zrušena 1940. |
| Gazelle                                                     | Arsenal de Lorient                     | 1937          | 17. června 1939   | říjen 1939      | Od listopadu 1942 v silách Svobodné Francie. Do šrotu 1961. |
| Bisson (A 05, F 737, ex L`Ambitieuse)                       | Arsenal de Lorient                     | 1939          | 5. března 1946    | 1947            | Do šrotu 1964. |
| La Furieuse                                                 | Forges et Chantiers de la Méditerranée | 1939          | –                 | –               | Stavba zrušena 1940. |
| La Généreuse                                                | Arsenal de Lorient                     | 1939          | –                 | –               | Stavba zrušena 1940. |
| L`Heureuse                                                  | Arsenal de Lorient                     | 1939          | –                 | –               | Stavba zrušena 1940. |
| La Joyeuse                                                  | Ateliers et Chantiers de Provence      | 1939          | –                 | –               | Stavba zrušena 1940. |
| La Maliceuse                                                | Arsenal de Lorient                     | 1939          | –                 | –               | Stavba zrušena 1940. |
| Commandant Ducuing (ex La Preneuse)                         | Forges et Chantiers de la Gironde      | 1939          | 8. června 1948    | –               | Stavba zrušena 1948. |
| La Rieuse                                                   | Forges et Chantiers de la Gironde      | 1939          | –                 | –               | Stavba zrušena 1940. |
| La Sérieuse                                                 | Forges et Chantiers de la Gironde      | 1939          | –                 | –               | Stavba zrušena 1940. |
| La Surprise (ex Bamobora)                                   | Arsenal de Lorient                     | 1938          | 17. června 1939   | březen 1940     | Dne 8. listopadu 1942 potopena. |
| La Trompeuse                                                | Ateliers et Chantiers de Provence      | 1939          | –                 | –               | Stavba zrušena 1940. |
| Commandant Amyot d`Inville (A 07, F 738, ex La Victorieuse) | Ateliers et Chantiers de La Loire      | 1939          | 1941              | 1947            | Do šrotu 1965. |
| Matelot Leblanc                                             | Ateliers et Chantiers de Provence      | 1939          | 10. července 1942 | květen 1943     | Němci přejmenováno na SG41, zařazeno do služby jako SG14. Dne 24. srpna 1944 jižně od Capri potopeno spojeneckým letectvem.                                                          |
| Rageot de la Touche                                         | Ateliers et Chantiers de Provence      | 1939          | 2. září 1942      | říjen 1943      | Němci přejmenováno na SG15 a SG42 a od května 1944 na UJ2229. Dne 25. května 1944 poblíž Janova potopeno torpédem.                                                                   |

## Konstrukce
Plánovanou výzbroj představovaly dva 100mm kanóny, osm 13,2mm kulometů a minolovné vybavení. Finální složení výzbroje ale více odpovídalo eskortnímu plavidlu. Jako minolovka nakonec nebyla vybavena žádná. Skutečnou výzbroj tvořil jeden 100mm kanón (nebo dva 90mm kanony), osm 13,2mm kulometů, dále dva vrhače a jeden spouštěč hlubinných pum, kterých bylo neseno čtyřicet kusů. Pohonný systém tvořily dva diesely Sulzer o výkonu 4000 hp, pohánějící dva lodní šrouby. Nejvyšší rychlost dosahovala dvacet uzlů. Dosah byl 10 000 námořních mil při rychlosti devět uzlů.

### Modifikace
Po válce dokončená plavidla nesla dva 105/45 kanóny, jeden 40mm/60 kanón Mk.3, čtyři 20mm/70 kanóny Mk.4, čtyři vrhače a dva spouštěče hlubinných pum se zásobou 120 kusů. Podobně byla po válce upravena rovněž výzbroj plavidel Annamite, Chevreul a Gazelle.